# Afleidingsregel
In de logica is een afleidingsregel een regel die uit een aantal proposities een propositie afleidt. De proposities waar de propositie uit afgeleid wordt, worden de premissen genoemd en de afgeleide propositie de conclusie: de conclusie wordt geconcludeerd (of afgeleid) uit de premissen.
Een afleidingsregel kan als volgt genoteerd worden:
 premisse 1
 premisse 2
 ...
 premisse n:
 conclusie
of:
 premisse 1, premisse 2, ..., premisse n
 conclusie

## Voorbeelden
Voorbeelden van afleidingsregels in de klassieke propositielogica:
Modus ponens{\displaystyle {\frac {P,\quad P\rightarrow Q}{Q}}}
Modus tollens{\displaystyle {\frac {P\rightarrow Q,\quad \neg Q}{\neg P}}}
Afleidingsregels voor predicatenlogica maken gebruik van kwantoren, zoals:
Existentiële instantiatie{\displaystyle {\frac {\exists x\ P(x)}{P(c_{0})}}}, waarbij c0 een nieuwe constante is.
Universele instantiatie{\displaystyle {\frac {\forall x\ P(x)}{P(c_{0})}}}, waarbij c0 een al eerder gebruikte (bekende) constante is.